# چارلز ویلکس
 چارلز ویلکس (انگلیسی: Charles Wilkes؛ زاده ۳ آوریل ۱۷۹۸ درگذشته ۸ فوریهٔ ۱۸۷۷) یک افسر (ارتش) اهل ایالات متحده آمریکا بود.